# Spoltore
Spoltore là một đô thị thuộc tỉnh Pescara trong vùng Abruzzo của Ý. Ý. Đô thị này có diện tích 36 km², dân số thời điểm 31 tháng 12 năm 2004 là 16.546 người. Các làng trực thuộc: Caprara d'Abruzzo, Santa Teresa, Villa Raspa, Villa Santa Maria
Các đô thị giáp ranh gồm: Cappelle sul Tavo, Cepagatti, Montesilvano, Moscufo, Pescara, Pianella, San Giovanni Teatino (CH).